# ドロシー・ジョーダン

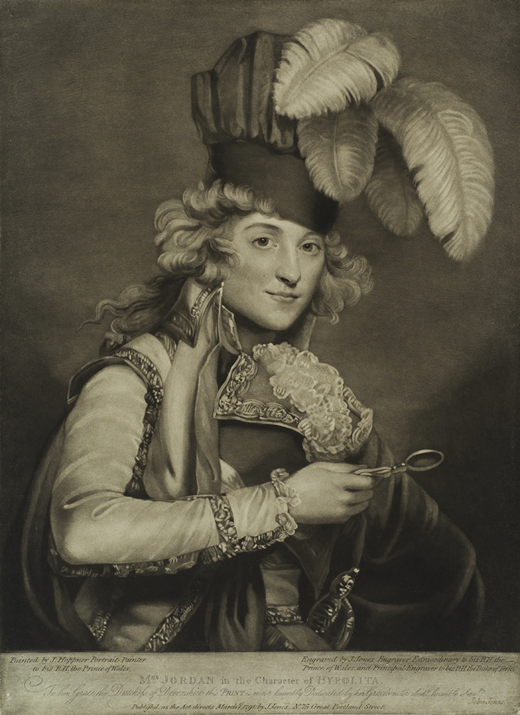
ドロシー・ジョーダン（ジョン・ホップナー画）

ドロシー・ジョーダン（Dorothy Jordan, 1761年11月21日 - 1816年7月5日）は、イギリス王ウィリアム4世が、即位する前のクラレンス公であった頃の愛妾。
本名はドロセア・ジョーダン（Dorothea Jordan）といい、ウォーターフォード（アイルランド・マンスター地方）近郊で生まれたアイルランド人の平民である。女優となり、「ミセス・ジョーダン」の芸名で有名になったが、ドロシーは生涯独身で、結婚した事実はない。既婚女性が舞台に立つのは珍しく、賞賛の的になったため、わざとそういう芸名をつけたのである。美しく機転がきき、知的なドロシーを、富裕層の男性たちが放っておかなかった。彼女は1780年代後半からクラレンス公ウィリアムと同棲を始めた。政治的に愛妾の立場を利用しようとはせず、ドロシー自身宮廷で何らかの役割をすることもなかった。同棲後も彼女は女優として舞台に立ち続け、時にはウィリアムと並んで公衆の面前に立った。ウィリアムとの間にエリザベス（1801年 - 1856年）ら10人もの子供を生み、彼らにはフィッツクラレンス（FitzClarence：「クラレンスの子」の意味）の姓が与えられた。
ウィリアムとの関係を続けながら、同時に警察幹部サー・リチャード・フォード、王立劇場のマネージャーであるリチャード・ダリーとも噂になっていた。1811年、ウィリアムはザクセン＝マイニンゲン公女アーデルハイト（英語名アデレード・オブ・サクス＝マイニンゲン）と正式に結婚するにあたり、ドロシーとの関係を解消した。ドロシーは舞台に立たないという条件でウィリアムから年金を受け取った。しかし、1814年に娘（ウィリアムの娘ではない）の夫が借金を返せず、ドロシーはその肩代わりのために再び舞台に立った。ウィリアムは直ちに庶子たちを引き取り、ドロシーへの年金の支払いを中止した。1815年、ドロシーは借金取りから逃れるためにフランスに渡り、翌年パリ近郊のサン＝クルーで貧窮して亡くなった。
その後、即位したウィリアムは1831年、ドロシーの像を建てるよう命じ、1834年に完成させた。その像は1837年にウィリアムとドロシーの子である初代マンスター伯爵の手に渡り、その後もマンスター伯爵の手元にあったが、1975年にエリザベス2世に献上され、1980年5月にバッキンガム宮殿に飾られた。
ウィリアム4世とは間に10人の子をもうけた。
- ジョージ・フィッツクラレンス（1794年 - 1842年） - 初代マンスター伯爵
- ヘンリー・フィッツクラレンス（1795年 - 1817年）
- ソフィア・フィッツクラレンス（1796年 - 1837年）
- メアリー・フィッツクラレンス（1798年 - 1864年）
- フレデリック・フィッツクラレンス（英語版）卿（1799年 - 1854年）
- エリザベス・フィッツクラレンス（1801年 - 1856年）
- アドルファス・フィッツクラレンス（英語版）卿（1802年 - 1856年）
- オーガスタ・フィッツクラレンス（1803年 - 1865年）
- オーガスタス・フィッツクラレンス（英語版）卿（1805年 - 1854年）
- アミーリア・フィッツクラレンス（英語版）（1807年 - 1858年）